# Рус, Майкл
Майкл Рус (англ. Michael Roos, при рождении Микел Роос (эст. Mihkel Roos); 5 октября 1982, Таэбла, Эстонская ССР) — профессиональный американский футболист эстонского происхождения, выступавший на позиции тэкла нападения. На драфте НФЛ 2005 года был выбран во втором раунде. Играл в НФЛ с 2005 по 2014 год, всю карьеру провёл в составе клуба «Теннесси Тайтенс». Участник Пробоула в сезоне 2008 года.
На студенческом уровне играл за команду Восточно-Вашингтонского университета. Один из лучших игроков в истории его футбольной программы. В 2016 году был избран в Зал спортивной славы университета. Именем Руса назван университетский стадион.

## Биография
Майкл Рус родился 5 октября 1982 года в деревне Таэбла в Эстонской ССР. Один из трёх детей в семье. Детство провёл в Таллине, в 1992 году эмигрировал в США. После переезда он проживал в штате Вашингтон, учился в старшей школе Маунтин-Вью в Ванкувере. Футболом начал заниматься в 1999 году. Окончив школу в 2000 году, Рус поступил в Восточно-Вашингтонский университет. Студенческую карьеру он начинал как тайт-энд, затем один сезон провёл линейным защиты, после чего сменил амплуа и в дальнейшем играл на позиции тэкла нападения. В турнире NCAA он выступал с 2001 по 2004 год. По итогам последнего из сезонов он вошёл в состав сборной звёзд NCAA и был признан лучшим линейным дивизиона I-AA. В начале 2005 года Рус участвовал в матче всех звёзд выпускников колледжей и съезде скаутов клубов НФЛ. Университет он окончил с дипломом в области экономики и финансов.
На драфте НФЛ 2005 года Рус был выбран клубом «Теннесси Тайтенс» во втором раунде под общим 45 номером. В его составе он провёл всю профессиональную карьеру, будучи одним из ключевых игроков линии нападения, и заслужил репутацию «железного человека». В период с 2005 по 2013 год он пропустил лишь одну игру из 143 из-за операции по поводу аппендицита. Всего в регулярном чемпионате НФЛ Рус сыграл 148 матчей, в плей-офф — две игры. В сезоне 2008 года он был включён в число участников Пробоула. В 2014 году из-за травмы колена он сыграл только пять матчей, она же стала причиной, по которой он объявил о завершении своей карьеры.
В 2010 году Рус и его супруга Кэтрин пожертвовали Восточно-Вашингтонскому университету 500 тысяч долларов на монтаж искусственного газона красного цвета. После этого университетский стадион был переименован в «Рус-филд». Фонд Майкла Руса проводит благотворительные турниры по гольфу и рыбной ловле в Кер-д’Алене в Айдахо. В 2016 году он был избран в Зал спортивной славы университета.
В марте 2018 году Рус вместе с бывшими игроками НФЛ Джаредом Алленом, Марком Булджером и Китом Буллаком сформировали команду по кёрлингу, намереваясь квалифицироваться для участия в зимних Олимпийских играх 2022 года. В 2019 году их команда принимала участие в двух турнирах Мирового тура в Миннесоте.